# Пало-Пінто (Техас)
Пало-Пінто (англ. Palo Pinto) — переписна місцевість (CDP) в США, в окрузі Пало-Пінто штату Техас. Населення — 276 осіб (2020).

## Географія
Пало-Пінто розташоване за координатами 32°46′25″ пн. ш. 98°18′7″ зх. д. / 32.77361° пн. ш. 98.30194° зх. д. (32.773559, -98.302043).  За даними Бюро перепису населення США в 2010 році переписна місцевість мала площу 2,25 км², з яких 2,21 км² — суходіл та 0,04 км² — водойми.

## Демографія
Згідно з переписом 2010 року, у переписній місцевості мешкали 333 особи в 92 домогосподарствах у складі 62 родин. Густота населення становила 148 осіб/км².  Було 136 помешкань (61/км²).
Расовий склад населення:
| - 86,8 % — білих - 3,6 % — чорних або афроамериканців - 8,1 % — осіб інших рас |

До двох чи більше рас належало 1,5 %. Частка іспаномовних становила 13,8 % від усіх жителів.
За віковим діапазоном населення розподілялося таким чином: 20,4 % — особи молодші 18 років, 69,4 % — особи у віці 18—64 років, 10,2 % — особи у віці 65 років та старші. Медіана віку мешканця становила 33,4 року. На 100 осіб жіночої статі у переписній місцевості припадало 158,1 чоловіків;  на 100 жінок у віці від 18 років та старших — 157,3 чоловіків також старших 18 років.
Середній дохід на одне домашнє господарство  становив 42 106 доларів США (медіана — 34 583), а середній дохід на одну сім'ю — 55 867 доларів (медіана — 48 977). За межею бідності перебувало 11,6 % осіб, у тому числі 0,0 % дітей у віці до 18 років та 0,0 % осіб у віці 65 років та старших.
Цивільне працевлаштоване населення становило 47 осіб. Основні галузі зайнятості: транспорт — 29,8 %, науковці, спеціалісти, менеджери — 23,4 %, виробництво — 14,9 %, сільське господарство, лісництво, риболовля — 10,6 %.